# Like a G6
Like a G6 ist ein House- und Hip-Hop-Song der aus Los Angeles stammenden Elektro-Hop-Band Far East Movement, zusammen mit dem US-amerikanischen Musik-Produzenten The Cataracs und der US-Rapperin Dev. Es wurde am 13. April 2010 veröffentlicht.

## Hintergrund
Der Name des Liedes geht zurück auf das Flugzeug Gulfstream G650 (G6). Im Lied wird ein Sample aus Devs kommerziell erfolglosem Lied Booty Bounce verwendet.

## Musikvideo
Im Musikvideo zu Like a G6 spielt Erica Ocampo die Hauptrolle und tanzt darin mit Far East Movement. Regie führte Matt Alonzo. Bis heute zählt es über 300 Millionen Aufrufe bei YouTube (Stand: 9. November 2024).

## Kommerzieller Erfolg

### Chartplatzierungen
Das Lied avancierte in den US-amerikanischen Billboard Hot 100 zum Nummer-eins-Hit; in Kanada erreichte die Single Platz drei. Auch in den US-amerikanischen Download- und Rhythmic-Airplay-Charts erreichte Like a G6 die Chartspitze. In der Schweizer Hitparade belegte Like a G6 Rang zehn, in Deutschland stieg es am 10. Dezember 2010 auf Platz 16 der Singlecharts ein und erreichte mit Rang 15 seine beste Platzierung.
| ChartsChartplatzierungen       | Höchstplatzierung | Wochen |
| ------------------------------ | ----------------- | ------ |
| Deutschland (GfK)              | 15 (24 Wo.)       | 24     |
| Österreich (Ö3)                | 8 (26 Wo.)        | 26     |
| Schweiz (IFPI)                 | 10 (24 Wo.)       | 24     |
| Vereinigte Staaten (Billboard) | 1 (26 Wo.)        | 26     |
| Vereinigtes Königreich (OCC)   | 5 (27 Wo.)        | 27     |

| ChartsJahrescharts (2010)      | Platzierung |
| ------------------------------ | ----------- |
| Vereinigte Staaten (Billboard) | 37          |
| Vereinigtes Königreich (OCC)   | 63          |

| ChartsJahrescharts (2011)      | Platzierung |
| ------------------------------ | ----------- |
| Vereinigte Staaten (Billboard) | 72          |

### Auszeichnungen für Musikverkäufe
| Land/Region                  | Auszeichnungen für Musikverkäufe (Land/Region, Auszeichnung, Verkäufe) | Verkäufe  |
| ---------------------------- | ---------------------------------------------------------------------- | --------- |
| Australien (ARIA)            | 3× Platin                                                              | 210.000   |
| Belgien (BRMA)               | Gold                                                                   | 15.000    |
| Brasilien (PMB)              | 2× Platin                                                              | 120.000   |
| Dänemark (IFPI)              | Gold                                                                   | 45.000    |
| Deutschland (BVMI)           | Platin                                                                 | 600.000   |
| Kanada (MC)                  | 4× Platin                                                              | 320.000   |
| Neuseeland (RMNZ)            | 3× Platin                                                              | 90.000    |
| Russland (NFPF)              | Gold                                                                   | 100.000   |
| Schweden (IFPI)              | Gold                                                                   | 20.000    |
| Schweiz (IFPI)               | Gold                                                                   | 15.000    |
| Vereinigte Staaten (RIAA)    | 4× Platin                                                              | 4.000.000 |
| Vereinigtes Königreich (BPI) | 2× Platin                                                              | 1.200.000 |
| Insgesamt                    | 5× Gold · 19× Platin ·                                                 | 6.735.000 |